# حسين رحال
حسين رحال لاعب كرة قدم سوري من مواليد حمص، يلعب مع الوثبة.

## روابط خارجية
- حسين رحال على موقع قاعدة بيانات كرة القدم.إي يو (الإنجليزية)
- حسين رحال على موقع Soccerway.com (الإنجليزية)